# Montecatini Terme
De stad Montecatini Terme is gelegen in de Italiaanse regio Toscane, in de provincie Pistoia. De plaats ligt in het dal van het riviertje de Nievole. Montecatini Terme is een van de belangrijkste thermaalbadplaatsen van Europa. Het water van de bronnen zou vooral een heilzame werking hebben op de lever en het spijsverteringsstelsel. Sinds 2021 staat het kuuroord op de UNESCO-Werelderfgoedlijst als onderdeel van de Historische kuuroorden van Europa.
Het Parco delle Terme verdeelt de stad in een modern en een ouder deel. Van de negen kuurinrichtingen is Tettuccio het bekendst. Dit weelderige gebouw is het symbool geworden van Montecatini Terme. De Terme Leopoldine uit 1926 hebben het uiterlijk van een antieke tempel. In de jaren twintig was de stad op haar hoogtepunt. Montecatini had op sommige dagen zelfs 60.000 bezoekers. Daarna ging het bergafwaarts. Anno 2020 blijkt meer dan 25% van de aanwezige hotels en gebouwen definitief gesloten te zijn of verkeert in ernstig verval. 
Vanuit Montecatini Terme loopt een kabelbaan naar het enige honderd meter hoger gelegen Montecatini Alto. Dat is het oude gedeelte van de stad met een pittoresk marktpleintje omsloten door de oorspronkelijke bebouwing waaronder een klein theater uit begin twintigste eeuw.